# Конференція ACM/IEEE з суперкомп'ютерів
Конфере́нція ACM/IEEE з суперкомп'ю́терів — це щорічна конференція із суперкомп'ютерів, яка проводиться в США в листопаді.
Започаткована в 1988 році Асоціацією з обчислювальної техніки та комп'ютерним товариством ІЕЕЕ.

## 2012
У 2012 році конференцію проведуть 10-16 лютого у соляному палаці у Солт Лейк Сіті, Юта, США.